# Broučková
Broučková (Brauszkowa) je zaniklá usedlost v Praze 8-Libni, která se nacházela jižně od Palmovky mezi libeňským plynojemem a železniční tratí.

## Historie
Usedlost Broučková patřila v 1. polovině 19. století do katastru Královských Vinohrad. Stála v jeho severovýchodním cípu mezi Karlínem, Libní a Vysočany společně se Slunkovou a Kunštatkou, jižně od usedlosti Palmovka. Vedla kolem ní přímá cesta od křižovatky u hostince Štrasburk (Pod plynojemem) východně k Hloubětínu (přes křižovatku ulic Novovysočanská a Spojovací).
Zanikla pravděpodobně již v polovině 19. století. Přes její pozemky vedla od roku 1845 železniční trať Severní státní dráhy.